# ۱۴۳۵ (قمری)
۱۴۳۵ قمری، هزار و چهارصد و سی و پنجمین سال در گاه‌شماری هجری قمری قراردادی سالی کبیسه‌است.

اول محرم این سال روز سه شنبه: (۱۴ آبان ۱۳۹۲ هجری خورشیدی) برابر با پنجم نوامبر سال ۲۰۱۳ میلادی است.